# 日吉・高研地区
日吉高研地区（ひよしたかとぎちく）は高知県高岡郡檮原町飯母から愛媛県北宇和郡鬼北町鍵山に至る、延長16.8kmの国道197号バイパスである。
現道の26.2㎞間は、平均幅員3.5ｍでかつ線形が悪い箇所が多く高知・愛媛県境は標高が630ｍと高く冬季は、南国四国といえ
積雪、凍結により交通不能となることがしばしばあった。改良後は、延長も9.3km短縮され、標高も495ｍになり冬季における交通障害も改善された。

## 概要
- 起点：高知県高岡郡檮原町飯母
- 終点：愛媛県北宇和郡鬼北町鍵山
- 延長：16.8km
- 規格：第3種第3級
- 車線数：完成2車線
- 道路幅員：10m、12m
- 車線幅員：3.0m
- 設計速度：50km/h

## 沿革
- 1974年（昭和49年） 事業化
- 1975年（昭和50年） 用地着手、工事着手
- 1976年（昭和51年）3月 高研トンネル着工
- 1980年（昭和55年）4月 下鍵山地区（L=1.2km）の供用
- 1981年（昭和56年）2月 高研トンネル完成
- 1983年（昭和58年）11月 日向谷地区（L=3.06km）の供用

## 通過市町村
- 檮原町
- 鬼北町

## 当該道路の位置関係
- （大洲方面） - 国道197号
- （須崎方面） - 国道197号
- （宇和島方面） - 国道320号

## 主な構造物
- 高研トンネル（L=1562m）
- 日吉橋（L=99m）